# Robert Wiemann
Robert Wiemann (* 4. November 1870 in Frankenhausen; † 24. November 1965 in Bremerhaven) war ein deutscher Dirigent und Komponist.

## Leben
Oskar Richard Robert Wiemann war ein Sohn des Bäckers und Konditors Carl Ludwig Wilhelm Wiemann (1834–1888) und dessen Ehefrau Thekla Amalie Wilhelmine Riecke (* 1839 in Kindelbrück). Er besuchte von 1886 bis 1890 das Konservatorium Leipzig. Über Landau, Pforzheim und Bremerhaven kam er nach Osnabrück, wo er von 1899 bis 1910 das gesamte Konzertwesen der Stadt erneuerte. 1910 wurde er als Nachfolger von Karl Adolf Lorenz städtischer Musikdirektor von Stettin. Er schuf aus dem Stettiner Theaterorchester ein städtisches Orchester, das u. a. durch preiswerte Volkssymphoniekonzerte das musikalische Leben der Stadt bereicherte. Er brachte das Oratorium Ruth von Georg Schumann zur Aufführung und dirigierte Werke von Marco Enrico Bossi, Friedrich Ernst Koch oder Philipp Wolfrum. Seine Aufführung von Hans Pfitzners Deutscher Seele war eine der ersten in Deutschland. Um 1928 dirigierte er in Stettin Strawinskys Feuervogel-Suite und Petruschka.
Zum 1. Mai 1933 trat er der NSDAP bei, wurde jedoch 1934 gestrichen.
Wiemann schuf eigene Orchester-, Kammermusik- und Klavierwerke, u. a. die einaktige Oper Der Gefangene im Kaukasus nach einer Novelle von Puschkin. Zur 700-Jahr-Feier Stettins wurde im April 1943 seine Symphonia fantastica uraufgeführt.
Nachdem er in Stettin ausgebombt worden war, zog Wiemann nach Misdroy, wo er zu Ende des Krieges von den Russen gefangen genommen und verschleppt wurde. Erst durch Vermittlung des Roten Kreuzes kam er 1949 in Freiheit und nahm seinen Altersruhesitz in Bremerhaven. Er starb knapp zehn Monate nach dem Tod seiner Frau, der Klavierlehrerin Betty Jühlfs aus Bremerhaven.